# Amerila subleucoptera
Amerila subleucoptera är en fjärilsart som beskrevs av Embrik Strand 1911. Amerila subleucoptera ingår i släktet Amerila och familjen björnspinnare. Inga underarter finns listade i Catalogue of Life.